# Farfalle del Parco nazionale d'Abruzzo, Lazio e Molise
Nel parco nazionale d'Abruzzo, Lazio e Molise, nell'appennino centrale, sono segnalate oltre cento specie di farfalle, un numero relativamente elevato in relazione alla superficie, posizione geografica ed estensione altitudinale. 

## Descrizione
Sui rilievi si trovano varie specie orofile che in Italia sono più ampiamente diffuse sulle Alpi, mentre in Appennino risultano più localizzate e in generale più vulnerabili agli effetti del riscaldamento climatico. Tra esse figurano ad esempio Parnassius apollo e Parnassius mnemosyne, entrambi inclusi nella Direttiva Habitat 92/43/CEE e noti sulla base di segnalazioni non recenti, oltre ad alcuni Licenidi (Lycaena hippothoe, Polyommatus damon, Polyommatus eros) e Ninfalidi (Boloria pales, Melitaea diamina, Melitaea varia, Lasiommata petropolitana, varie Erebia). Alcune specie come Polyommatus damon, Erebia albergana ed Erebia neoridas si avvicinano in quest’area al loro limite meridionale d’areale. Di particolare pregio per le specie orofile sono le zone a maggior quota, come ad esempio i comprensori dei Monti della Meta o del Monte Marsicano. 
Altre farfalle montane che vivono nel Parco sono Anthocharis euphenoides, Polyommatus dolus (Quasi Minacciate secondo la Lista Rossa Nazionale) e Coenonympha glycerion, tutte presenti anche in regioni del Nord Italia ma molto localizzate. Interessante è anche Coenonympha rhodopensis, in Italia nota solo per l’Appennino centrale e un tempo anche nella zona del Monte Baldo tra Veneto e Trentino. 
Tra gli endemismi genetici vanno citati Lycaena thersamon, Melitaea trivia, Pyronia cecilia e Hyponephele lupina, noti sulla base di segnalazioni datate e meritevoli perciò di conferma. 
Tra le specie in Direttiva Habitat, oltre ai già citati Parnassius, nell’area del Parco sono note Zerynthia cassandra, segnalata ancora in tempi recenti, oltre ad Euphydryas aurinia, Phengaris arion e Melanargia arge, che richiedono invece indagini mirate a confermarne la presenza attuale. 